# Clerc régulier
Pour les articles homonymes, voir Clerc et Clerc (christianisme).
 (novembre 2022).
Si vous disposez d'ouvrages ou d'articles de référence ou si vous connaissez des sites web de qualité traitant du thème abordé ici, merci de compléter l'article en donnant les références utiles à sa vérifiabilité et en les liant à la section « Notes et références ».
Les clercs réguliers sont des personnes qui vivent en communauté, qui respectent des règles de vie communautaires. Chaque ordre suit une règle religieuse spécifique. Le mot est synonyme de religieux ou de religieuse, personne ayant prononcé des vœux.

## Les clercs réguliers de droit pontifical

### Définition
Le clergé régulier, c'est-à-dire soumis à une règle religieuse : abbé, moines (convers et profès), chanoines réguliers par exemple ; ils vivent dans un monastère (bénédictins, cisterciens…), un couvent (dominicains, franciscains…), un prieuré ou une abbaye. Parmi les réguliers, les abbés mitrés d'une abbaye ont rang d'évêque. Un évêque peut être choisi parmi le clergé régulier. Parmi les deux clergés, on trouve des prêtres et des diacres.
Les clercs réguliers de droit pontifical désignent plusieurs instituts de vie consacrée rassemblant des prêtres catholiques suivant des constitutions religieuses particulières. Ils vivent en communautés et font, certains des vœux solennels, les autres des vœux simples.
Individuellement ou en groupes qui ne représentent pas la totalité de leurs ordres ou instituts respectifs, ils sont appelés « clerc régulier » ou « clercs réguliers ». 
Les clercs réguliers sont des prêtres qui vivent en communauté. Chaque ordre suit une règle religieuse spécifique. 

### Caractéristiques
Ils inaugurent au XVIe siècle un nouveau type d’engagement dans l’Église catholique alliant la vie religieuse à une vie apostolique fort active : ministère pastoral, éducation de la jeunesse, travail intellectuel et missionnaire, œuvres de miséricorde spirituelle et corporelle. Bien que ces instituts soient très largement composés de prêtres (clercs), la présence de membres non prêtres (appelés « frères ») n’en est pas exclue. Il se démarquent des moines, des chanoines réguliers, des ordres mendiants, 
Ces ordres ont la particularité historique d’avoir tous été fondés en Italie au XVIe siècle — et la plupart à Rome même — ce même si le fondateur n’est pas nécessairement italien.

### Ordres reconnus
Les ordres de clercs réguliers canoniquement reconnus sont :
- les Théatins (nom officiel : ordre des Clercs réguliers) fondés en 1524 par saint Gaétan de Thiène ;
- les Barnabites (nom officiel : Clercs réguliers de Saint-Paul) fondés en 1530 par saint Antoine-Marie Zaccaria ;
- les Somasques (nom officiel : ordre des Clercs réguliers de Somasque) fondés en 1532 par saint Jérôme Emilien ;
- les Léonardiens (nom officiel : Clercs réguliers de la Mère de Dieu) fondés en 1574 par saint Jean Léonardi ;
- les Camilliens (nom officiel : ordre des Clercs réguliers pour les malades) fondés en 1582 par saint Camille de Lellis ;
- les Caracciolins (nom officiel : ordre des Clercs réguliers mineurs) fondés en 1588 par saint François Caracciolo ;
- les Piaristes (nom officiel : ordre des Frères des écoles pies) fondés en 1597 par saint Joseph Calasanz.

## Les ordres mendiants
Pour un article plus général, voir Ordre mendiant.

## Les ordres apostoliques
- les Jésuites (nom officiel : Compagnie de Jésus) fondée en 1540 par saint Ignace de Loyola

## Chanoines
Les mot chanoine et chanoinesse viennent d'une expression latine signifiant « relatif à une règle, régulier ». Les chanoines réguliers prononcent des vœux religieux et vivent en communauté au sein d'un institut de vie consacrée, qui combine vie de prière et vie pastorale. Les constitutions religieuses des chanoines réguliers (en latin : Ordo Canonicorum Regularium) sont basées sur la règle de saint Augustin.